# Charbonnage de Houthalen
Le Charbonnage de Houthalen est l'un sept charbonnages du bassin minier de Campine. Il est situé à Houthalen un quartier de la commune belge de Houthalen-Helchteren. Il est exploité de 1939 à 1992.

## Les débuts

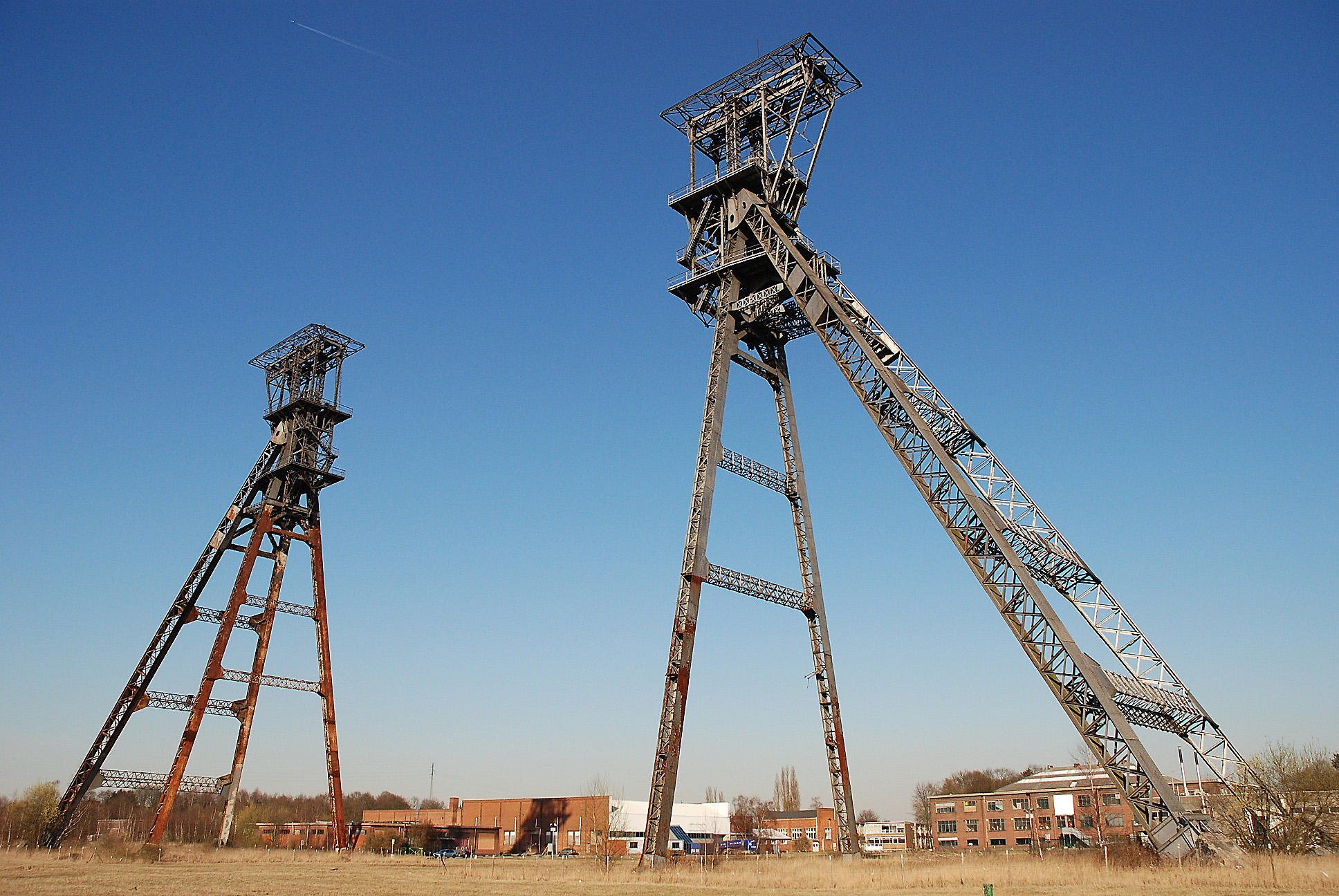
Vue des deux chevalets, à l'arrière-plan, le bâtiment administratif.

En 1902, une équipe dirigée par André Dumont prouve l’existence du charbon à Houthalen. La concession de Houthalen, d'une superficie de 3 250 hectares, est attribuée le 6 novembre 1911 par arrêté royal à trois entreprises. En 1919, 100 hectares supplémentaire sont achetés à Meulenberg, aujourd'hui, quartier de Houthalen. La SA des Charbonnages d'Houthalen est créée dont le principal actionnaire est la Société Générale.
La position du siège définitif est décidée. La société a finalement opté pour la construction du site d'exploitation sur un site le long de la Grotesteenweg. Les propriétaires fonciers spéculent sur le terrain acheté par la compagnie qui procède à des expropriations pour l'acquérir. Les propriétaires reçoivent 15 000 Francs Belges par hectare. En 1927, les concessionnaires commencent les travaux. Deux chevalements provisoires en bois sont alors construit pour le creusement. Ils sont remplacés, entre 1937 et 1939, par deux chevalements en fer de 71 mètres de haut. Entre 1934 et 1936, les travaux ont été arrêtés en raison de la mauvaise situation économique et du manque de capital.
Après une augmentation de capital le travail reprend. L'ingénieur en chef et directeur technique Achille Ampe, ancien élève d'André Dumont, a développé une méthode de cuvelage avec une méthode plus rapide que celle utilisé dans des mines du Limbourg. En février 1939, les premiers morceaux de charbon sont amenés à la surface. Achille Ampe est le premier directeur flamand de la mine (de 1942 jusqu'à sa mort en 1943).

## Les années 1940
Chaque puits est équipé de cages d'extractions à six étages pouvant transporter 74 personnes ou deux berlines de charbon par étage ainsi que douze tonnes de charbon et de rochers.
En 1941, on compte 1 872 ouvriers au fond, 604 au jour. 80 employés de bureaux et sept ingénieurs ce qui fait un total de 2 563 personnes employées au charbonnage. Au cours de la Seconde Guerre mondiale les Allemands utilisent des prisonniers russes pour maintenir la production de charbon. 407 Russes travaillent à Houthalen en août 1944. Leur rendement est faible en raison de la barrière de la langue, de leur inexpérience et de mauvaise condition physique par la malnutrition. Ils ont été logés dans des casernes de huit baraquement mesurant 34 mètres sur 6.
Après la guerre, la direction reprend l'extraction sous l’impulsion d'Achille van Acker. Le 31 décembre 1945, 1 135 prisonniers de guerre allemands travaillent au charbonnage de Houthalen. En avril 1946, un passage souterrain fini et éclairé avec des lampes à incandescence est découvert. Il avait été creusé dans le camp des prisonniers pour que ceux-ci puissent s'évader. Le 31 décembre 1946, 222 collaborateurs condamnés travaillent dans la mine.
En 1949, des mouvements du terril sont constatés. Certains jours, le terril se déplace de quelques mètres. Une maison est évacuée et finit par être enterrée. La liaison Zonhoven et Houthalen a été menacée. Le terril était trop élevé par rapport à la surface du sol.

## L’age d'or et la fusion
La production de charbon continue de croître après la guerre :
- 1940 : 329 000 tonnes
- 1950 : 866 900 tonnes
- 1956 : 1 281 000 tonnes (année record)

En 1951, la centrale électrique donne son plus grand débit de puissance. Elle est dotée de trois tours de refroidissements.

Le déclin de la mine a commencé en 1958, avec la crise du charbon. La demande diminue parce qu'il y a de moins en moins de machines fonctionnant au charbon. Le pétrole remplace de plus en plus l'ancienne énergie et l'importation de charbon bon marché polonais et américain dans la Campine ont aggravé la situation. Houthalen doit alors faire face à des problèmes supplémentaires tels que le manque de réserves de charbon et de l'équipement technique. Le contrôle de la poussière de pierre et la collecte de gaz étaient à nouveau au plus haut niveau.
Après 1956, la production est en baisse:
- 1960 : 999 500 tonnes
- 1964 : 440 220 tonnes (jusqu'à 30/06/1964, date de la fusion)

L'année 1961 est marqué par une perte de 36 millions de Francs Belges du chiffre d'affaires. Le gouvernement belge propose un plan de restructuration qui tient compte des décisions prises par la CECA, qui prévoyait la fermeture des mines non rentables.
En 1964, Houthalen fusionne avec le charbonnage de Zolder. Entre 1965 et 1978, des liaisons sont créées entre les deux mines. Les puits de Houthalen deviennent des puits de services pour ceux de Zolder et servent à l'approvisionnement en matériel, à la ventilation et à la récupération des déblais stériles. Le personnel diminue à Houthalen.
Les charbonnages de Zolder et de Houthalen ferment finalement ensemble en 1992.

## Reconversion

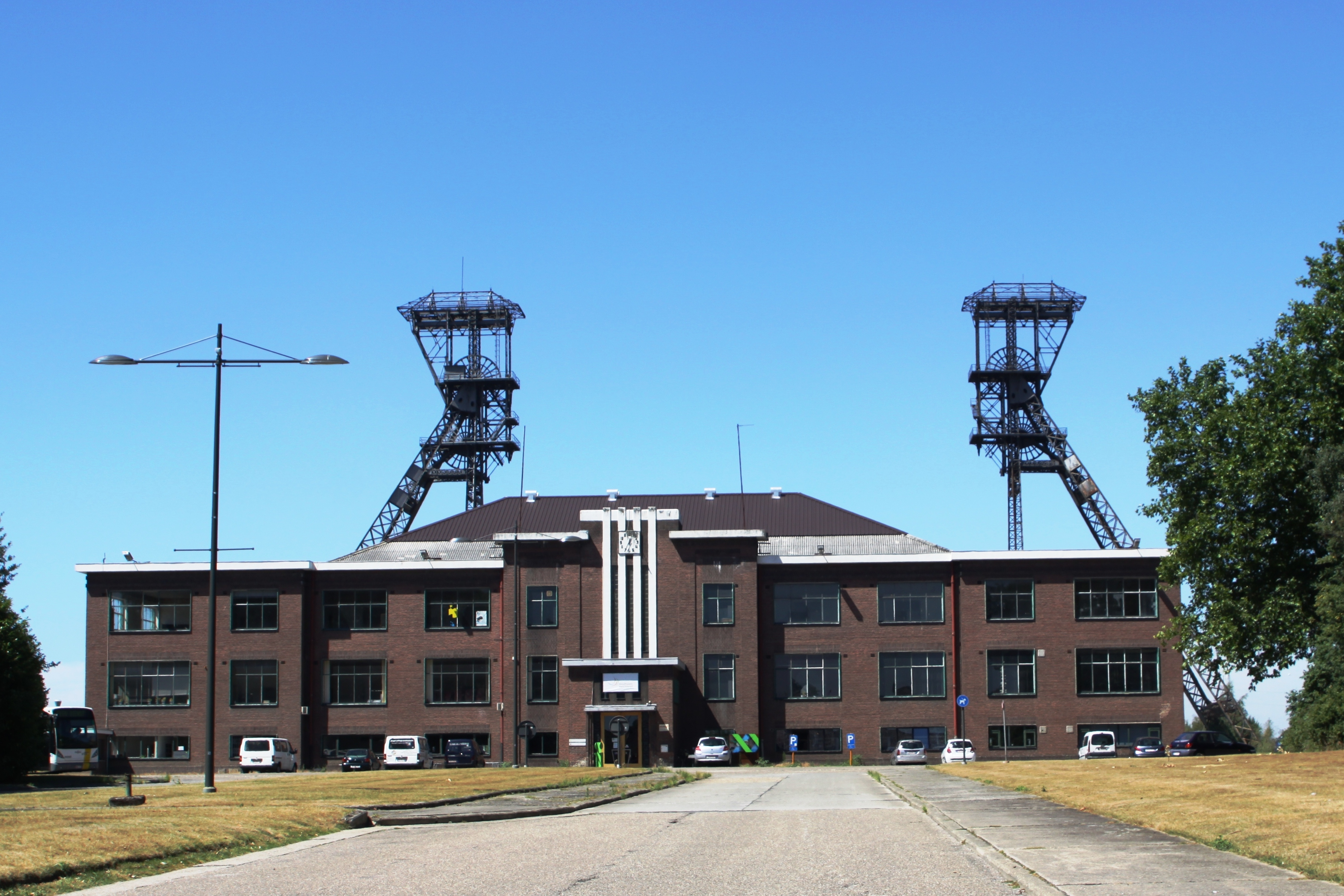
Façade d'un bâtiment du charbonnage.

La mine à longtemps fait vivre Houtahlen. Après la fermeture, les recettes municipales ont diminué de 4 millions de Francs Belges en 1966. Les organisations sociales, culturelles et sportives sont difficiles à conserver en raison de la disparition du soutien financier de la mine.
À partir de 1973, les terres et les routes des mines sont rachetées par la municipalité. Le casino, l'école, le terril et les friches sont devenus la propriété municipale, ainsi que le monastère, le presbytère et l'église. Entre 1994 et 1997, la ville a démoli un certain nombre de ces bâtiments. Seuls les deux chevalements et le bâtiment principal sont encore debout en 2009.
En 2011, la ville commence à construire une nouvelle ville sur le site. L'ancien cite minier devient un centre pour l'énergie renouvelable du projet Cleantech.